# Hipótesis del continuo
En teoría de conjuntos, la hipótesis del continuo (también conocida como primer problema de Hilbert) es un enunciado relativo a la cardinalidad del conjunto de los números reales, formulado como una hipótesis por Georg Cantor en 1878. Su enunciado afirma que no existen conjuntos infinitos cuyo tamaño esté estrictamente comprendido entre el del conjunto de los números naturales y el del conjunto de los reales. El nombre continuo hace referencia al conjunto de los reales.
La hipótesis del continuo fue uno de los 23 problemas de Hilbert propuestos en 1900. Las contribuciones de Kurt Gödel y Paul Cohen demostraron que es de hecho independiente de los axiomas de Zermelo-Fraenkel, el conjunto de axiomas estándar en teoría de conjuntos.

## Introducción
En teoría de conjuntos, el concepto de número cardinal se introduce para clasificar y estudiar los distintos tipos de infinitos. El cardinal del conjunto de los números naturales N se denota por ℵ0 (alef cero). Los conjuntos de los números enteros Z y de los números racionales Q tienen el mismo cardinal, y se dicen numerables. El conjunto de los números reales R tiene un cardinal más grande denotado por c (por continuo), cuyo valor preciso es 2ℵ0 cuando se expresa en la aritmética de cardinales infinitos.
Esta expresión puede entenderse al escribir un número real, puesto que en general es necesario incluir en su parte fraccionaria una sucesión infinita de cifras:
{\displaystyle \pi =3.14159...}
La cantidad de números reales que pueden escribirse es igual al número de combinaciones posibles. Por ejemplo, un número de 3 cifras tiene 103 = 1000 valores posibles. En el caso de un número real arbitrario el número de cifras es infinito o, de otro modo, el número de cifras es ℵ0, por lo que existen 10ℵ0 valores posibles. Puesto que la base de esta expresión es finita mientras que su exponente es infinito, el valor concreto de la base no afecta al valor final de la expresión, y puede escribirse también como 2ℵ0.
Sin embargo la notación de 2ℵ0 deriva de que el número de subconjuntos que se pueden hacer con n elementos es 2n (ver binomio de Newton). Y es que R es isomorfo a las partes de N, lo cual puede probarse de forma elegante y breve viendo que todo R es isomorfo a (0,1); y a su vez, si escribimos los elementos de (0,1) en base binaria y de cada elemento señalamos las posiciones donde hay 1, nos queda claramente un elemento de las partes de N, y para cada conjunto de N encontramos un número en (0,1). Por lo tanto R no puede ser numerable.
Un subconjunto infinito de R tiene necesariamente un cardinal, o bien menor que 2ℵ0 (e.g., los números naturales N con cardinal ℵ0), o bien igual a 2ℵ0 (e.g. el intervalo [0, 1] de los números entre 0 y 1). La hipótesis del continuo afirma precisamente que no es posible encontrar un subconjunto de R con cardinal comprendido entre ℵ0 y 2ℵ0.

## Enunciado
La hipótesis del continuo afirma que no existen conjuntos con cardinalidades intermedias entre los naturales y los reales:
| Hipótesis del continuo No existe ningún conjunto A tal que su cardinal \|A\| cumpla: {\displaystyle \aleph _{0}<\|A\|<2^{\aleph _{0}}} |

Si se supone el axioma de elección, la estructura de los cardinales infinitos es más clara: todos los cardinales infinitos son álefs y están bien ordenados, por lo que existe solo un cardinal inmediatamente superior a ℵ0, denotado por ℵ1. La hipótesis es equivalente entonces a:
| Hipótesis del continuo (con AE) El cardinal del conjunto de los números reales es el inmediatamente superior al cardinal de los números naturales: {\displaystyle 2^{\aleph _{0}}=\aleph _{1}} |

## Historia. Independencia
Cantor creía que el enunciado de la hipótesis del continuo era cierto e intentó probarlo infructuosamente. El problema llegó a ser tan célebre que David Hilbert lo incluyó como el primero de su lista de los 23 problemas matemáticos del siglo. Sin embargo, la hipótesis del continuo es independiente o indecidible: partiendo de los axiomas de la teoría de conjuntos no puede probarse ni refutarse. La demostración de su consistencia (es decir, que no puede refutarse) fue dada por Kurt Gödel en 1940, y se basa en la clase de los conjuntos constructibles L. En 1963, Paul Cohen demostró la independencia (que no puede probarse), mediante el método de Forcing.

## Argumentos a favor y en contra de la hipótesis del continuo
Gödel creía que la hipótesis del continuo es falsa, y que su prueba de que es consistente con la teoría de elección de Zermelo-Frankel solo muestra que los axiomas de Zermelo–Fraenkel no caracterizan adecuadamente el universo de conjuntos. Gödel era un platonista y, por lo tanto, no tenía problemas para afirmar la verdad y la falsedad de las declaraciones independientemente de su demostrabilidad. Cohen, aunque formalista, también tendía a rechazar la hipótesis del continuo.
Históricamente, los matemáticos que favorecían un universo "rico" y "grande" de conjuntos estaban en contra de la hipótesis del continuo, mientras que los que favorecían un universo "limpio" y "controlable" la favorecían. Se esgrimieron argumentos paralelos a favor y en contra del axioma de construibilidad, que a su vez implica la hipótesis del continuo. Más recientemente, Matthew Foreman ha señalado que el maximalismo ontológico en realidad puede usarse para argumentar a favor de la hipótesis del continuo, porque entre los modelos que tienen los mismos reales, los modelos con "más" conjuntos de reales tienen una mejor oportunidad de satisfacerla.
Otro punto de vista es que la concepción de conjunto no es lo suficientemente específica para determinar si la hipótesis del continuo es verdadera o falsa. Este punto de vista fue propuesto ya en 1923 por Skolem, incluso antes del primer teorema de incompletitud de Gödel. Skolem argumentó sobre la base de lo que ahora se conoce como la paradoja de Skolem, y luego se apoyó en la independencia de la hipótesis del continuo de los axiomas de Zermelo-Frankel, ya que estos axiomas son suficientes para establecer las propiedades elementales de conjuntos y cardinalidades. Para argumentar en contra de este punto de vista, sería suficiente demostrar nuevos axiomas que se apoyen en la intuición y resuelvan la hipótesis del continuo en una u otra dirección. Aunque el axioma de construibilidad resuelve la hipótesis del continuo, por lo general no se considera que sea intuitivamente cierta más de lo que generalmente se considera que es falsa.
Se han propuesto al menos otros dos axiomas que tienen implicaciones para la hipótesis del continuo, aunque actualmente estos axiomas no han encontrado una amplia aceptación en la comunidad matemática. En 1986, Chris Freiling presentó un argumento en contra de la hipótesis del continuo, mostrando que su negación es equivalente al axioma de simetría de Freiling, una afirmación derivada de argumentar a partir de intuiciones particulares sobre probabilidades. Freiling cree que este axioma es "intuitivamente cierto", pero otros matemáticos no están de acuerdo con esta idea.
Un argumento difícil contra la hipótesis del continuo desarrollado por William Hugh Woodin ha atraído una atención considerable desde el año 2000. Foreman no rechaza el argumento de Woodin por completo, pero insta a la cautela. Woodin propuso una nueva hipótesis que denominó axioma-(*)", o "axioma de la estrella". El axioma de la estrella implicaría que {\displaystyle 2^{\aleph _{0}}} es {\displaystyle \aleph _{2}}, demostrando así la falsedad de la hipótesis del continuo. El axioma de la estrella se vio reforzado por una prueba independiente de mayo de 2021 que muestra que el mencionado axioma de la estrella se puede derivar de una variación del máximo de Martin. Sin embargo, Woodin declaró en la década de 2010 que ahora cree que la hipótesis del continuo es cierta, basándose en su creencia en su nueva conjetura de "L final".
Solomon Feferman ha argumentado que la hipótesis del continuo no es un problema matemático definido. Propone una teoría de "definición" usando un subsistema semi-intuicionista de Zermelo-Frankel que acepta la lógica clásica para cuantificadores acotados, pero usa la lógica intuicionista para cuantificadores no acotados, y sugiere que una proposición {\displaystyle \phi } es matemáticamente "definida" si la teoría semi-intuicionista puede probar que {\displaystyle (\phi \lor \neg \phi )}. Conjetura que la hipótesis del continuo no es definida de acuerdo con esta noción, y propone que debería, por lo tanto, considerarse que no tiene un valor de verdad. Peter Koellner escribió un comentario crítico sobre el artículo de Feferman.
Joel David Hamkins propone un enfoque basado en multiversos para la teoría de conjuntos, y argumenta que "la hipótesis del continuo se establece en la vista del multiverso por nuestro amplio conocimiento sobre cómo se comporta en el multiverso y, como resultado, ya no se puede establecer de la manera que antes se esperaba". En un modo relacionado con esta proposición, Saharon Shelah escribió que "no está de acuerdo con la visión platónica pura de que los problemas interesantes en la teoría de conjuntos se pueden resolver, que solo tenemos que descubrir el axioma adicional. Mi imagen mental es que tenemos muchas teorías de conjuntos posibles, todas conformes a los axiomas de Zermelo-Frankel". 

## Hipótesis del continuo generalizada
El conjunto de los números reales es equipotente al conjunto potencia de los números naturales, es decir, el conjunto de todos los subconjuntos posibles de números naturales. Por lo tanto, otra formulación de la hipótesis del continuo es: no existen cardinales comprendidos entre el del conjunto de los naturales y el de su conjunto potencia (los reales). La hipótesis del continuo generalizada es la versión general de este enunciado sin particularizar al caso de los números naturales:
| Hipótesis del continuo generalizada Para cualquier conjunto infinito A, no existe un conjunto B que cumpla: {\displaystyle \|A\|<\|B\|<2^{\|A\|}} |

Al igual que en el caso de los números naturales, el cardinal 2|A| es el cardinal de P(A), el conjunto potencia de A. La hipótesis del continuo generalizada también tiene un enunciado más simple si se asume el axioma de elección, ya que entonces cada cardinal infinito es un álef, y para cada álef existe un álef inmediatamente mayor:
| Hipótesis del continuo generalizada (con AE) El cardinal del conjunto potencia de cualquier conjunto infinito es igual al cardinal siguiente al de dicho conjunto: {\displaystyle {\text{Para cada cardinal infinito }}\lambda ,\ 2^{\lambda }=\lambda ^{+}} |

La hipótesis del continuo generalizada también es independiente de los axiomas de la teoría de conjuntos. Además de eso, es tan potente como para implicar el axioma de elección:
| La hipótesis del continuo generalizada implica el axioma de elección. |